# Leporinus paralternus
Leporinus paralternus is een straalvinnige vissensoort uit de familie van de kopstaanders (Anostomidae). De wetenschappelijke naam van de soort is voor het eerst geldig gepubliceerd in 1914 door Henry Weed Fowler.
De soort werd ontdekt in de rivier Rupununi. De naam betekent "dichtbij (para) alternus"; de soort lijkt immers sterk op Leporinus alternus waarvan ze zich onderscheidt door een extra zwarte streep voor de rugvin.